# Весняное (Киевская область)
Весняное — упразднённое село в Иванковском районе (до 1999 года в Полесском районе) Киевской области. Упразднено в 1999 году.
снятое с учёта в связи с отселением жителей в результате аварии на ЧАЭС.

## География
Село располагалось в 20 км от бывшего районного центра посёлка Полесское, и в 9 км от бывшей железнодорожной станции Толстый Лес.

## История
Возникло в 1920-х годах. Показано на карте 1935 как хутора Мартыновские в 120 дворов.
Указом ПВС УССР от 30 декабря 1962 года село Волчий Лес Кливинского сельсовета переименовано в Весняное.
В 1976 году центр Кливинского сельсовета перенесен в Весняное, сельсовет переименован в Веснянский. С 1984 года в составе Мартыновичского сельсовета Полесской области.
Накануне аварии на ЧАЭС в селе проживало около 390 жителей.
Село было расселено в результате сильного радиационного загрязнения в 1986 года.
Решением Киевской облрады от 19.08.1999 года территория бывшего села была передана в состав Иванковского района, тем же решением село снято с учётных данных.